# Амхерст, Алисия
Алисия Амхерст (англ. Alicia Amherst; 30 июля 1865 — 14 сентября 1941) — британский ботаник, садовник и автор первой научной книги по истории английскому садоводству.

## Биография
Алисия Маргарет Тиссен Амхерст родилась 30 июля 1865 года в Пул, графство Дорсет, была одной из семи дочерей Уильяма Тиссен-Амхерста, 1-го Барона Амхерста Хакни. Ее мать, Маргарет Сьюзан Митфорд, была заядлым садоводом и выделила Алисии собственный участок по уходу за садом когда ей исполнилось лишь десять лет. А большая библиотека отца вызвала ее интерес к истории.
В 1898 году она вышла замуж за Эвелина Сесила, первого барона Рокли. Все свои труды она публиковала под именем миссис Эвелин Сесил. У них было трое детей.
Амхерст стала известна своей первой и до сих пор популярной книгой "The History of Gardening in England" (1895). В то время большинство книг по садоводству были практическими пособиями, и Амхерст была первой, кто обратился к истории садоводства в Англии.
Алисия Амхерст написала также ряд трудов по истории садоводства, а выращивала необычные растения в своем собственном саду, собирала в иностранных экспедициях образцы растений для Королевских ботанических садов в Кью. С ботаническими экспедициями она посетила Мозамбик и Южную Африку (1899), Родезию (1900), Шри-Ланку, Новую Зеландию, Австралию и Канаду (1927). Также Алисия Амхерст была известным ботаническим иллюстратором.
Она принимала участие в кампании спасения Аптекарского сада Челси, основанного в 1673 году. Она была членом комитета, и теперь в Аптекарском саду Челси хранится ее архив.

## Почитания и почести
В 1918 году Алисия Амхерст стала членом Ордена Британской империи .
Сорт декоративного растения "Хебе" 'Alicia Amherst' (синоним "H. veitchii") назван в ее честь.

## Отдельные публикации
- "The History of Gardening in England" (1896)
- "Children'S Gardens" (1902)
- "London Parks and Gardens" (1907)
- "Children and Gardens" (1908)
- "Wild Flowers of the Great Dominions of the British Empire" (1935)
- "Some Canadian Wildflowers: Being the First Part of Wild Flowers of the Great Dominions of the British Empire" (1937)
- "Historic Gardens of England" (1938)